# Anthony Mosse
Anthony Robin LeClerc Mosse (ur. 29 października 1964 w Hongkongu) – nowozelandzki pływak. Brązowy medalista olimpijski z Seulu.
Specjalizował się w stylu motylkowym. Na igrzyskach debiutował w 1984 w Los Angeles. Cztery lata później wywalczył brąz na dystansie 200 metrów grzbietem. Na tym samym dystansie zdobył srebrny medal mistrzostw świata w 1986. Stawał na podium mistrzostw Pacyfiku i Commonwealth Games (złoto na 200 m motylkiem w 1986 i 1990, srebro na dystansie 100 metrów motylkiem w 1986 i brąz w 1990 w sztafecie 4 × 200 metrów kraulem).